# مزوگزالیک اسید
مزوگزالیک اسید (به انگلیسی: Mesoxalic acid) یک ترکیب شیمیایی کتواسید با شناسه پاب‌کم ۱۰۱۳۲ است. که جرم مولی آن ۱۱۸٫۰۴۵ g/mol می‌باشد. 